# Terminalia impediens
Terminalia impediens är en tvåhjärtbladig växtart som beskrevs av Mark James Coode. Terminalia impediens ingår i släktet Terminalia och familjen Combretaceae. Inga underarter finns listade i Catalogue of Life.